# Jewett Obszervatórium
A Jewett Obszervatórium a Washington állambeli Pullmanben található, a Washingtoni Állami Egyetem által üzemeltetett csillagvizsgáló.

## Történet
A csillagvizsgálóban találhatóak az állam legnagyobb refraktorai. A harminc centiméter átmérőjű lencséket az Alvan Clark & Sons vállalat telepítette 1887 és 1889 között egy amatőrcsillagász számára, aki a munka befejezése előtt elhunyt. Az eszközök egy raktárba kerültek, majd az 1950-es években egy aukció keretében kerültek az egyetem tulajdonába. A jelenlegi kupola 1953-ban épült meg; nevét az egyik spokane-i támogató édesapjáról, Mr. George F. Jewettről kapta.

## Hasznosítás
A létesítményben kutatómunka nem folyik, annak elsődleges célja az alapképzésben résztvevő hallgatók oktatása; erre a célra tizenkét darab hordozható teleszkóp található az épületben. A csillagvizsgálót a képzett hallgatók oktatási időn kívül is használhatják, valamint havonta egyszer egy meghatározott éjszakán a nagyközönség előtt is nyitva áll.

## Fordítás
Ez a szócikk részben vagy egészben  a   Jewett Observatory című angol Wikipédia-szócikk ezen változatának fordításán alapul.  Az eredeti cikk szerkesztőit annak laptörténete sorolja fel. Ez a jelzés csupán a megfogalmazás eredetét és a szerzői jogokat jelzi, nem szolgál a cikkben szereplő információk forrásmegjelöléseként.